# 西武商事
西武商事（せいぶしょうじ）は、埼玉県狭山市に本社を置く清涼飲料水の卸売り・販売などを行う自動販売機オペレーター企業。西武グループとは全く関係ない。